# Ganymedes 9
Ganymedes 9 is een sciencefictionverhalenbundel uit 1985 uitgegeven door A.W. Bruna Uitgevers.

## Achtergrond
Schrijvers, vertalers en lezers van sciencefiction konden hun eigen verhaal insturen naar Bruna om opgenomen te worden in de bundelreeks Ganymedes, die uiteindelijk tien delen zou krijgen. De eerste vier delen verschenen in de genummerde Bruna SF-reeks. De volgende vijf bundels werden uitgebracht als Zwarte Beertjes. De verhalen werden uitgekozen door Vincent van der Linden.

## Korte verhalen
1. Gerben Hellinga jr.: Desafinado
2. Tais Teng: Het uitzicht vanaf hoge plaatsen
3. Jan J.B. Kuipers: Jagerslied
4. Eddy C. Bertin: De doodsdromen van Sybillia Sternenstaub
5. Cees Pamelot: De lange schemering
6. Jan Bee Landman: Morgen en overmorgen
7. Chris Bezooyen: Een glanzend staafje en golvend grijs
8. Thomas Wintner: De sterren
9. Julien C. Raasveld: Endlösung
10. S. van Vlaardingen: Griete
11. Ef Leonard: Reünie
12. Paul Harland & Tais Teng: Rasclew en de kunst van het bloemhouwen
13. Piet Valkman: Luchtparasol
14. Paul Evenblij: Wisseltruc
15. Herman J. Claeys: Overleven
16. Remco Meisner: Attentie: manager-gevaar!
17. Gerben Hellinga jr.: Oost is oost: west is west
18. Peter Cuijpers: In paradisum
19. Fred van der Meulen: De goede aarde